# Градо (Астурія)
Градо (ісп. Grado, аст. Grau) — муніципалітет в Іспанії, у складі автономної спільноти Астурія. Населення — 11 033 осіб (2009).
Муніципалітет розташований на відстані близько 380 км на північний захід від Мадрида, 18 км на захід від Ов'єдо.
Муніципалітет складається з таких паррокій: Амбас, Басконес, Байо, Берсіо, Кабруньяна, Кастаньєдо, Коалья, Ель-Фресно, Градо, Гурульєс, Ла-Мата, Лас-Вільяс, Пеньяфлор, Переда, Раньєсес, Рестієльйо, Роділес, Рубіано, Сама-де-Градо, Санта-Марія-де-Градо, Санта-Марія-де-Вільяндас, Сантіанес, Санто-Адріано-дель-Монте, Соррібас, Толінас, Віганья, Вільямарін, Вільяпаньяда.

## Демографія
Динаміка населення (INE ):

## Галерея зображень

Розташування муніципалітету
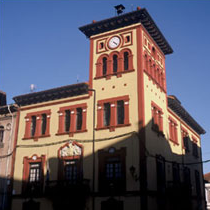
Муніципальна рада
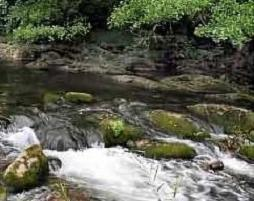
Річка Кубія